# Adam Haslett
Pour les articles homonymes, voir Haslett.
Œuvres principales
- L'Intrusion
- Vous n'êtes pas seul ici

Adam Haslett, né le 24 décembre 1970 à Port Chester, dans l'État de New York, est un écrivain américain.

## Biographie
Il grandit dans le Massachusetts et dans l'Oxfordshire, en Angleterre. 
Il fait des études supérieures en littérature et en droit à l'université Yale, au Swarthmore College et au Iowa Writers' Workshop de l'université de l'Iowa.
Paru en 2010, son premier roman, L'Intrusion (Union Atlantic), reçoit la même année le prix Lambda Literary du meilleur roman gay.

## Œuvres

### Romans
- L'Intrusion, Gallimard, 2010 ((en) Union Atlantic, 2010)
- Imagine que je sois parti, Gallimard, 2017 ((en) Imagine Me Gone, 2016)

### Recueil de nouvelles
- Vous n'êtes pas seul ici, l'Olivier, 2005 ((en) You Are Not a Stranger Here, 2002)Meilleures nouvelles de l'année du magazine Lire en 2005, finaliste du National Book Award en 2002 et du prix Pulitzer du roman en 2003